# August Klobes
August Klobes (* 19. Juli 1920 in Arnsberg; † 1992) war ein Diplomat im Dienste der DDR.

## Leben
Klobes, Sohn eines Metallarbeiters, besuchte die Volks- und die städtische Handelsschule und absolvierte eine kaufmännische Lehre. Anschließend arbeitete in den Ruhrtal-Motorradwerken in Neheim. Er wurde im April 1940 zum Reichsarbeitsdienst, im Dezember 1940 zum Kriegsdienst eingezogen. 1943 geriet er in sowjetische Kriegsgefangenschaft. Er besuchte 1943/44 die Antifa-Schulen in Wjasniki und bei Moskau und  wurde Mitglied des Nationalkomitees „Freies Deutschland“ (NKFD). Im Auftrag des NKFD wurde Klobes an der Front eingesetzt. Er war zunächst Frontbeauftragter an der 3. Belorussischen Front bei Witebsk, dann bis April 1945 bei der 5. Armee.
Nach seiner Rückkehr nach Deutschland im Mai 1945 leitete er von 1946 bis 1949 den Verlag der „Schweriner Volkszeitung“. 1946 wurde er Mitglied der SED. Ab 1949 war er Angehöriger des diplomatischen Dienstes der DDR. Er war zunächst Sekretär an der Diplomatischen Mission bzw. Botschaft in Sofia. Danach war er Referent und Abteilungsleiter im Ministerium für Auswärtige Angelegenheiten der DDR (MfAA). Von 1969 bis 1981 leitete er die Abteilung „Konsularische Angelegenheiten“ im MfAA im Range eines Botschafters. Klobes leitete 1973/74 – von der ersten bis zur zehnten Sitzung – die DDR-Delegation der deutsch-deutschen Grenzkommission.

## Werke
- Zur Arbeit der Grenzkommission DDR/BRD. In: Deutsche Außenpolitik, 19 (1974), S. 56–59.

## Auszeichnungen
- Vaterländischer Verdienstorden in Bronze, in Silber und in Gold (1980)
- Stern der Völkerfreundschaft in Gold (1985)